# Жуау III
Жуау III Португалски (на португалски: João III) е 15-и крал на Португалия. Запомнен и с прозвищата Жоау Благочестиви и Жоау Колонизатор.

## Произход
Роден е на 7 юни 1502 г. в Лисабон. Син е на крал Мануел I и испанската принцеса Мария Арагонска.

## Управление
Жуау III се възкачва на престола през 1521 г., когато наследява баща си. Когато поема властта в Португалия, страната е в апогея на своята политическа значимост, а Лисабон става важен търговски център. Азиатските владения са разширени, а в Бразилия е започнала колонизация на заселници. Той е поддръжник на император Карл V.
Обширната Португалска империя обаче е тежка за управление и обременена с големи дългове и дефицит при външния търговски баланс. Индийските и далекоизточните интереси на Португалия все повече страдат от произволните административни назначения на чиновници. В резултат на пробойните в управлението постепенно повяхва португалския търговски монопол. Отчитайки сложната международна ситуация, Жуау III обявява мобилизация на мъжете от 20 до 65 години на 7 август 1549 година.

### Външна политика
Владенията на португалците се оказват под заплаха от страната на Турция, както в Индийския океан, така и в Северна Африка, в резултат на това Португалия увеличава разходите за отбрана. В Атлантическия океан, където португалските кораби търпят постоянни атаки на корсари, се активизират французите, опитвайки се да създадат колония в Бразилия и да сключат съюз с аборигените против португалците. В края на краищата французите са принудени да напуснат Бразилия през 1565 година.
През първите години на управлението си, Жуау III продължават изследванията на Далечния Изток. Португалците достигат Китай и Япония, но тези техни достижения са компенсирани от негативното влиянието на укрепващата Османска империя на Сюлейман Великолепни, особено в Индия, където нападенията на турците стават все по-чести. Разходите за отстояване на индийските интереси са огромни. За да бъде удържана Индия, Жуау III се отказва от ред крепости в Северна Африка: Сатима, Азамора и други.

### Вашку да Гама
През 1524 година Жуау III изпраща за Индия експедиция с Вашку да Гама и го назначава за вицекрал.

#### Молукски острови и Договор от Тордесиляс
При неговото управление е основана колония на Молукските острови. Жуау III постига закрепване на португалските интереси на Молукските острови, богати на подправки. След почти десетгодишни стълкновения в Югоизточна Азия той подписва договор в Сарагоса с император Карл V на 22 април 1529 година. Договорът от Тордесиляс разграничава областите на испанско и португалско влияние в Азия.

### Вътрешна политика
Възстановен е университета в Коимбра, а йезуитите придобиват значително влияние над обществения живот в страната. По своите мащаби преследването на еретиците в Португалия превишава това в другите части на Пиренейския полуостров.
Жуау въвежда в португалските земи Обединената инквизиция през 1536 г., което има неблагоприятни последствия за търговското и обществено процъфтяване на колониалното кралство. Инквизицията е под властта на краля. Великият инквизитор се назначава от Папата след одобрение на краля, и той винаги произхожда от кралското семейство. В Португалия първият Велик инквизитор става кардинал Енрике I, брат на краля (после сам става крал). По своите мащаби преследването на еретиците в Португалия превъзхожда по жестокост, това в другите части на Пиренейския полуостров.
Португалия попада в период на застой, продължил през управлението на наследникът му Себащияу I.

## Семейство
От 1525 година женен за Катерина Хабсбург, дъщерята на краля на Кастилия, Филип I . От този брак се раждат:
- Афонсу (1526)
- Мария (1527 – 1545) – съпруга на краля на Испания, Филип II
- Изабела (1529)
- Беатрис (1530)
- Мануел (1531 – 1537)
- Филип (1533 – 1539)
- Диниш (1535 – 1537)
- Жуан Мануел (1537 – 1554) – съпруг на Хуана Австрийска, неговия син Себащияу става крал на Португалия
- Антонио (1539 – 1540)

Всички шест синове на Жуау III умират преди своя баща, затова короната наследява неговия внук Себащияу, син на принц Жуау.

## Смърт
Жуау III получава удар и умира в Лисабон на 11 юни 1557 г. Погребан е в манастира Жеронимуш.